# Mark Shepherd
hier fehlt alles für einen Artikel  -- - Majo Senf - Mitteilungen an mich  18:52, 4. Sep. 2016 (CEST)
Mark Shepherd (* 18. Januar 1923 in Dallas, Texas; † 4. Februar 2009 in Quitman, Texas) war ein US-amerikanischer Ingenieur, Manager und Vorstandsvorsitzender von Texas Instruments.